# Arnon Nampa

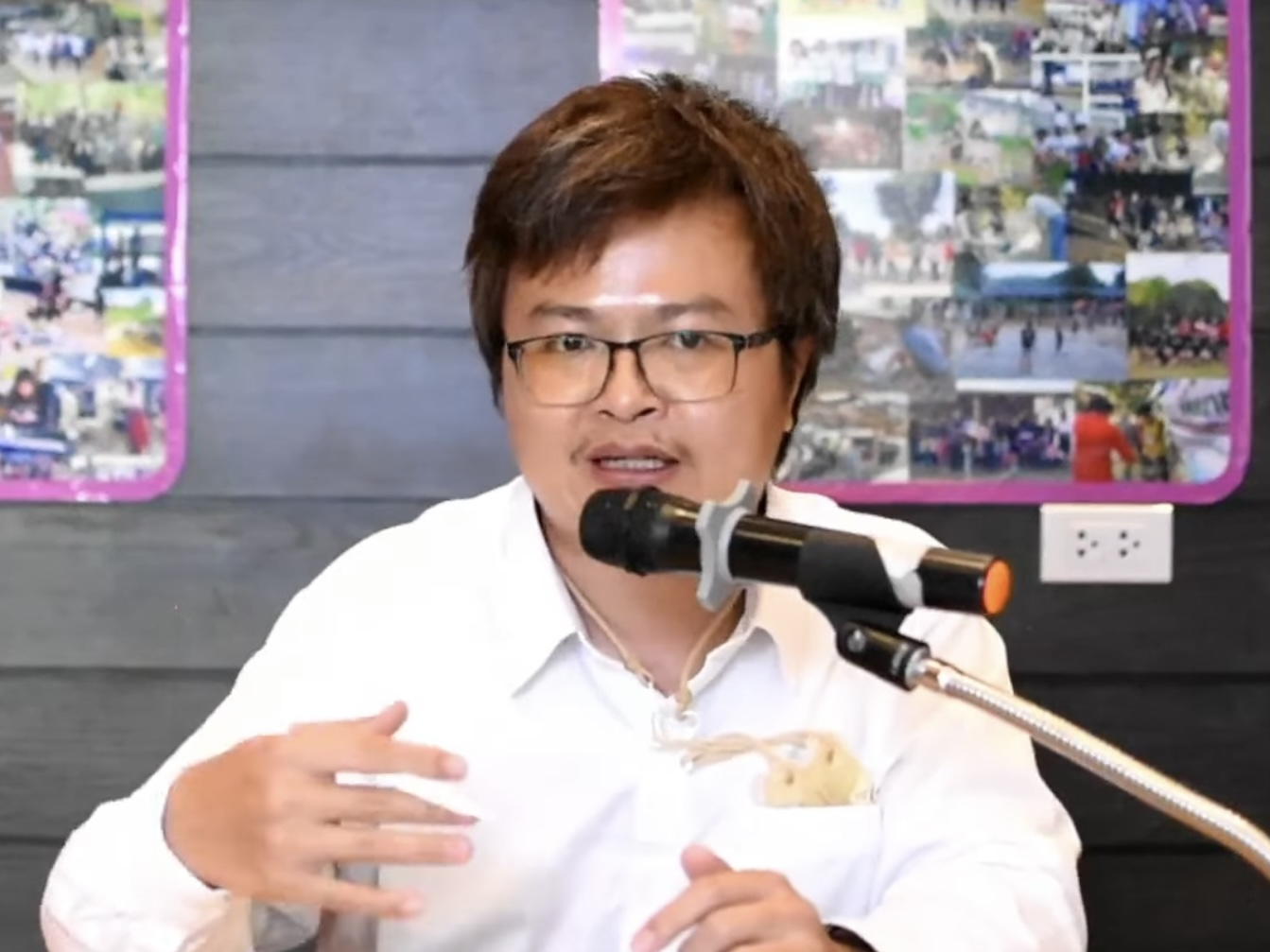
Arnon Nampa, 2022

Arnon Nampa (thailändisch อานนท์ นำภา, geboren am 18. August 1984 in Amphoe Thung Khao Luang) ist ein thailändischer Menschenrechtsanwalt und politischer Aktivist.
Er hat die thailändische Monarchie offen kritisiert, was in Thailand ein Tabubruch ist. Er gilt als prominenter Menschenrechtsanwalt und wurde in 14 verschiedenen Fällen der Majestätsbeleidigung angeklagt. Er war eine zentrale Figur während der Demonstrationen in Thailand 2020.

## Inhaftierungen, Gerichtsverfahren
2013 wurde Nampas Anwaltskanzlei wegen seiner öffentlichen Kritik am thailändischen Regierungssystem geschlossen. 2015 und 2016 wurde er mehrmals beschuldigt, die Umstände der abgesagten Wahlen 2014 kritisiert zu haben, ebenso wie die Anklage von Zivilisten von Militärgerichten, Korruption in der Regierung und Schikanen des Militärs gegenüber Zivilisten. Zwischen 2014 und 2019 gab es gegen Arnon 11 Verfahren wegen seiner Statements in den Sozialen Medien und anderer politischer Aktivitäten.
Im Jahr 2020 wurde er ohne Gerichtsverfahren für 24 Tage inhaftiert. In Anwendung entsprechender Gesetze gegen die Demonstranten durch den damaligen Premierminister Prayut Chan-o-cha, einschließlich Majestätsbeleidigung, wurde die Haft auf 110 Tage verlängert. Nachdem er im Juni 2021 gegen Kaution freigelassen wurde, war er vom 9. August 2021 bis zum 27. Februar 2022 erneut inhaftiert. 203 dieser Tage verliefen ohne Gerichtsverfahren, die Gesamthaftzeit betrug 337 Tage.
Er sitzt seit seiner Verurteilung wegen Majestätsbeleidigung am 26. September 2023 in Haft. Am 17. Januar 2024 wurde Arnon wieder wegen Majestätsbeleidigung, die er 2021 in sozialen Medien begangen habe, erneut zu vier Jahren Gefängnis verurteilt Juli 2024, das sind insgesamt vierzehn Jahre.

## Auszeichnungen
- 2021: Gwangju-Menschenrechtspreis